# Угамуй свій запал
«Угамуй свій запал» (англ. Curb Your Enthusiasm), іноді «Зменш свій ентузіазм», — американський комедійний телесеріал, знятий та показаний каналом HBO, пілотна серія якого вийшла 15 жовтня 2000 року. Режисером став Ларрі Девід, який і зіграв видуману версію самого себе. Серіал висвітлює життя Ларрі, сценариста та продюсера з Лос-Анджелеса, а пізніше Нью-Йорка, що майже вийшов на пенсію. У серіалі також зіграли Шерил Гайнс (у ролі його дружини Шерил); Джефф Ґарлін (у ролі його менеджера та найліпшого друга Джеффа); та Сюзі Ессман (у ролі Джеффової дружини Сюзі). У телесеріалі «Угамуй свіз запал» часто виконували епізодичні ролі відомі зірки, що здебільшого грали певною мірою змінених версій самих себе.
Сюжети та підсюжети серій окреслювалися Ларрі Девідом, а діалоги головно є продуктом імпровізації акторів (техніка, відома як ретросценування). Як і з телесеріалом «Сайнфелд», співавтором ідеї якого є Ларрі Девід, наскрізною темою серіалу «Угамуй свій запал» є деталі американського повсякденного соціального життя, а сюжети епізодів часто розгортаються навколо різних помилок Ларрі та його проблем із різними соціальними устоями та соціальними очікуваннями, а також його роздратування поведінкою людей. У персонажа погано виходить приховувати такі роздратування, що часто призводить до незручних ситуацій. Окрім цього Ларрі часто є жертвою певних непорозумінь, за яких персонажі серіалу вважають, що той здійснив морально неприпустимий або огидний вчинок.
Основою для створення телесеріалу став спеціальний проєкт «Ларрі Девід: Угамуй свій запал», який з боку Девіда та каналу «HBO» спершу передбачався як окремий сольний проєкт. Спецпроєкт знімався як докукомедія, в якій персонажі були в курсі наявності камер та знімальної групи. Сам же ж телесеріал не є докукомедією, але має дещо схожий стиль правдивого кіна. «Угамуй свій запал» здобув високі оцінки серед кінокритиків і з часу дебютування лише набирав популярності. Телесеріал було номіновано на 38 прайм-таймових премій «Еммі», а Роберт Бі Вайд здобув «Еммі» за найкращу режисуру комедійного серіалу за епізод «Убивця з навіженим поглядом». Телесеріал виграв «Золотий глобус» за найкращий телевізійний серіал — комедію або мюзикл 2002 року.
Після закінчення восьмого сезону у вересні 2011 року «Угамуй свій запал» зупинили знімати на невизначений час. Зрештою було відновлено знімання телесеріалу на 9 сезон, який дебютував 1 жовтня 2017 року. 14 грудня 2017 року, невдовзі після закінчення дев'ятого сеозну серіалу, «HBO» здійснили замовлення десятого сезону серіалу «Угамуй свій запал», початок знімання якого заплановано на 2018 рік.

## Концепт
Головну роль у телесеріалі має Ларрі Девід, що грає надзвичайно змінену версію самого себе. Як і справжній Девід, у серіалі герой є відомим в індустрії розваг як співавтор ідеї та головний співсценарист дуже успішного ситкому «Сайнфелд». Протягом більшої частини серіалу герой Ларрі Девіда є одруженим і бездітним, живе в Лос-Анджелесі зі своєю дружиною Шерил (яку грає Шерил Гайнс). Основною довіреною особою Девіда в телесеріалі є його менеджер Джефф Ґрін (якого грає виконавчий продюсер серіалу Джефф Ґарлін), який має темпераментну та моментами вульгарну дружину Сюзі (Сюзі Ессман). Велика частина гостьових акторів телесеріалу є зікри та публічні особи, як-от актори, гумористи, спортсмени, політики, що в серіалі грають ролі самих себе. До цього переліку належить і давній друга Девіда — Річард Льюїс і дружина Теда Денсона — Мері Стінберґен, що обоє мають епізидочні ролі змінених версій самих себе.
Знімальний процес відбувається там де ж і розгортаються події серіалу — у декількох заможних районах Вестсайду (подеколи в середмісті) Лос-Анджелеса, а також у сусідніх містах Беверлі Гіллз, Калвер-Сіті, Брентвуд і Санта-Моніка. Рідне місто Девіда, Нью-Йорк, теж з'являється в декількох серіях, головно у восьмому сезоні серіалу.
Хоч Ларрі Девід і має свій офіс, однак він частково вийшов не пенсію і лише зрідка зображається, що він регулярно ходить на роботу; винятком є другий сезон телесеріалу, в якому він намагається створити невдалу пілотну серію для Джейсона Александера, а згодом для Джулії Луіс-Дрейфус, четвертий сезон, де він грає головну роль у мюзиклі Мела Брукса «Продюсери», та сьомий сезон, де він пише новий сценарій для «Сайнфелда». Більша частина серіалу зображає взаємодію Ларрі Девіда зі своїми друзями та знайомими та водночас його суперечки (здебільшого собі на шкоду) з іншими персонажами. Опріч цьому, персонажі телесеріалу не затримують поганого ставлення один до одного на тривалий період часу, а акторський склад залишався стабільним упродовж усього серіалу.

### Назва
Ларрі Девід пояснював походження назви телесеріалу в декількох інтерв'ю на телебаченні, розповідаючи, що бачить, як багато людей живуть свої життя, видаючи хибний запал, що на думку Ларрі, має показати, що «вони кращі за тебе». Це суперечить його власному сухому стилеві. Назва також переконує глядачів, не очікувати багато від телесеріалу; на час прем'єри Ларрі Девід хотів зменшити глядацькі очікування після феноменального успіху «Сайнфелда».